# Mladen (nome)
Mladen (in cirillico: Младен) è un nome proprio di persona croato, serbo, sloveno, bulgaro e macedone maschile.

## Varianti
- Femminili
  - Croato: Mladenka[1]
  - Serbo: Младенка (Mladenka)[1]

## Origine e diffusione
Questo nome è tratto dalla radice slava младъ (mladu), che vuol dire "giovane"; è quindi analogo per significato al nome inglese Junior.

## Onomastico
Il nome è adespota, cioè non è portato da alcun santo, quindi l'onomastico ricorre ad Ognissanti, il 1º novembre.

## Persone

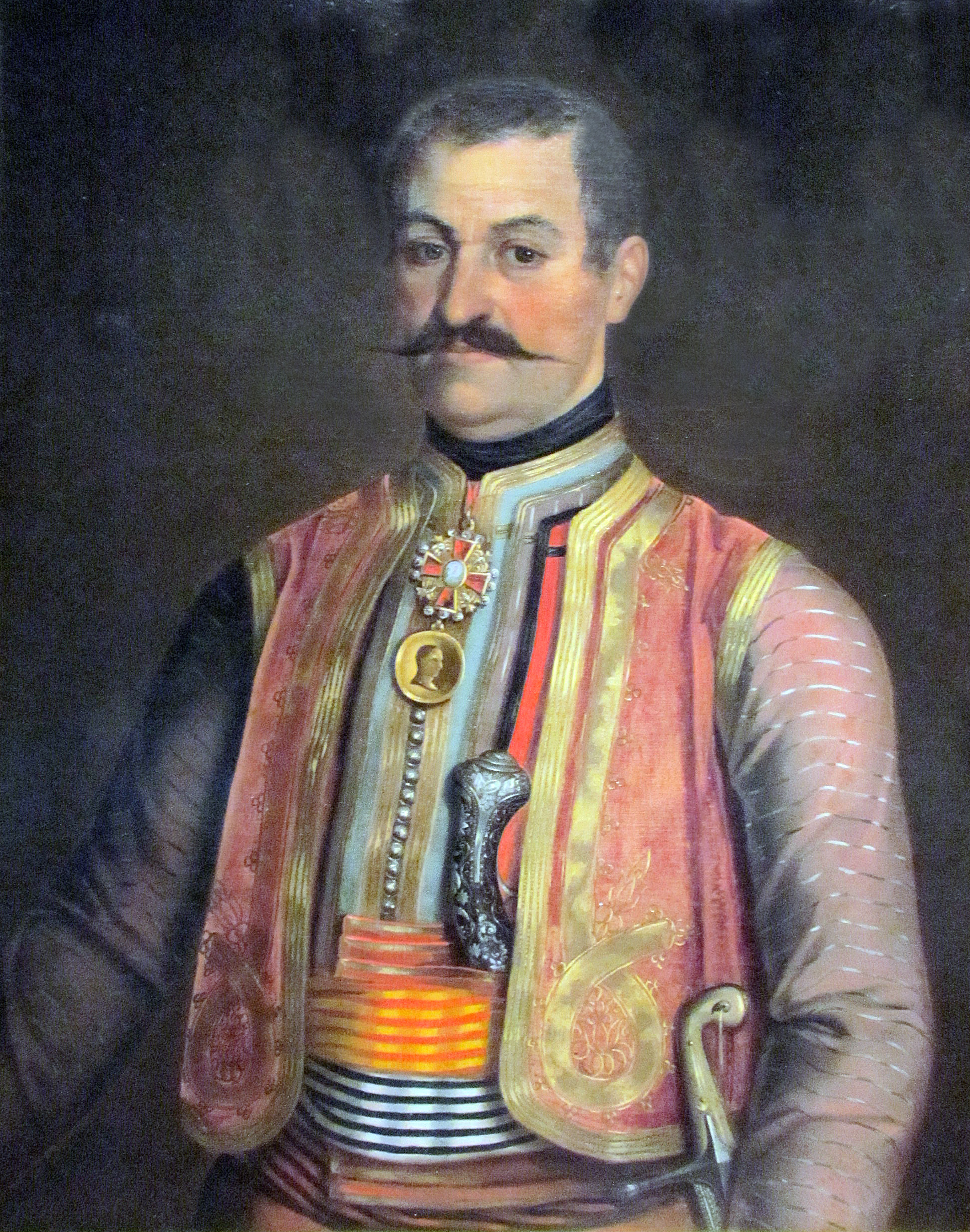
Mladen Milovanović

- Mladen Božović, calciatore montenegrino
- Mladen Ivanić, politico bosniaco
- Mladen Krstajić, calciatore e allenatore di calcio serbo
- Mladen Majdak, pallavolista montenegrino
- Mladen Milovanović, rivoluzionario serbo
- Mladen Petrić, calciatore croato